# Mariene provincie Noordelijk Braziliaans Plat
De Mariene provincie Noordelijk Braziliaans Plat (13) (Engels: North Brazil Shelf marine province) is een biogeografische provincie en ligt in het westen van de Atlantische Oceaan in het Marien rijk Tropische Atlantische Oceaan. De mariene provincie is vastgesteld door het World Wide Fund for Nature en The Nature Conservancy en is vernoemd naar het continentaal plat van Brazilië.
In het noordwesten grenst het gebied aan de mariene provincie Tropische Noordwestelijke Atlantische Oceaan (12) en in het zuidoosten aan de mariene provincie Tropische Zuidwestelijke Atlantische Oceaan (14).

## Geografie
De mariene provincie ligt voor de noordoostkust van Venezuela, voor de oost-, zuid- en westkust van het eiland Trinidad van Trinidad en Tobago, voor de noordkusten van Guyana, Suriname en Frans-Guyana en voor de noordoostkust van Brazilië.

## Biogeografie
Het gebied kent zeeleven dat houdt van tropische temperaturen.

## Mariene ecoregio's
Deze mariene provincie bestaat uit 2 mariene ecoregio's:
- Mariene ecoregio Guyana (71)
- Mariene ecoregio Amazonia (72)